# Munitieramp (Utrecht)

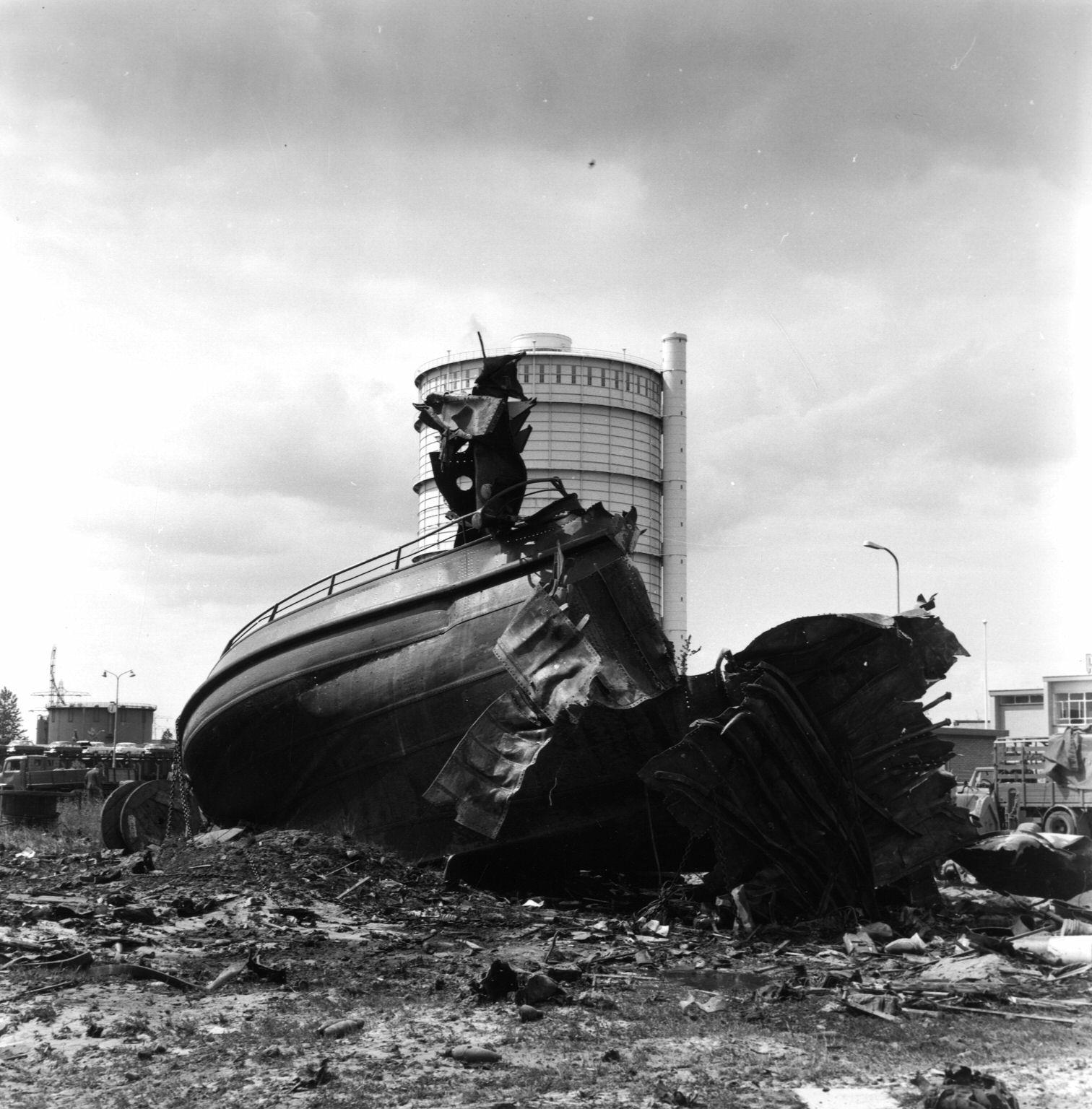
Een deel van het schip dat door de ontploffing op de wal is terechtgekomen

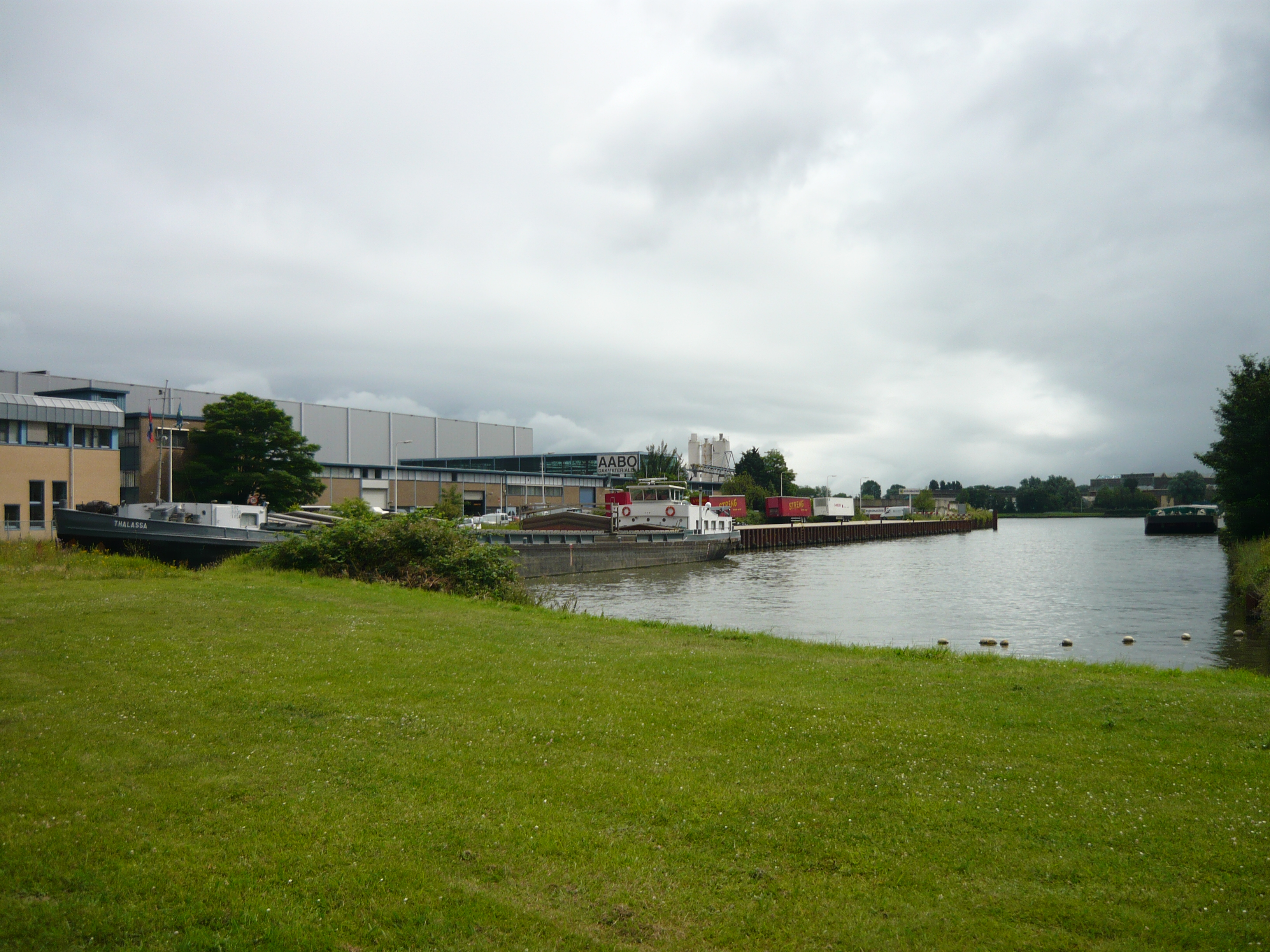
Gezicht op de Kernhaven met in de achtergrond het Amsterdam-Rijnkanaal (2013).

De munitieramp in de stad Utrecht vond op 12 juni 1967 om 13:10 uur plaats toen een munitieschip van Defensie in de Kernhaven op het industrieterrein Lage Weide ontplofte.
Tijdens het laden van tienduizenden kilo's afgekeurde munitie in het schip brak er vanwege een nooit opgehelderde oorzaak een brand uit waarna een ontploffing plaatsvond. Een visser en een werknemer van de nabijgelegen Philipsfabriek kwamen hierbij om, zo'n 140 mensen moesten vanwege hun verwondingen naar het ziekenhuis. Delen van het schip kwamen op de kade terecht. Gebouwen in de wijde omtrek, waaronder de electriciteitscentrale van PEGUS, de Philipsfabriek en tal van woningen, raakten beschadigd. Een grote gashouder bleef gespaard, de rolluiken van een HEMA-magazijn werden door de onderdruk naar buiten gedrukt. Onontplofte munitie werd tot een kilometer in de omtrek weggeslingerd. De totale schade liep destijds in de miljoenen guldens. Bij de uitdieping rond 2009 van de Kernhaven, de specifieke locatie van de ontploffing, werden nog brisantgranaten en een deel van een raket teruggevonden.